# Isthmomys flavidus
Isthmomys flavidus är en däggdjursart som först beskrevs av Outram Bangs 1902.  Isthmomys flavidus ingår i släktet Isthmomys och familjen hamsterartade gnagare. IUCN kategoriserar arten globalt som nära hotad. Inga underarter finns listade i Catalogue of Life.
Arten når en kroppslängd (huvud och bål) av 12,7 till 16,5 cm och en svanslängd av 16,3 till 20,8 cm. Bakfötterna är 3,1 till 3,5 cm långa och öronen är 2,3 till 2,7 cm stora. Den långa och tjocka pälsen har på ovansidan en brun färg med inslag av rosa och sidorna är mer orange. På undersidan förekommer gråvit päls. Några exemplar har en smal mörk ring kring ögonen. Svansen är bara glest täckt med hår och den är ibland lite mörkare på ovansidan eller helt mörk.
Denna gnagare förekommer med två från varandra skilda populationer i Panama. Arten vistas i bergstrakter mellan 1000 och 1500 meter över havet. Individerna lever i ursprungliga skogar. De är aktiva på natten och går främst på marken.